# Найти и уничтожить (фильм, 1979)
«Найти и уничтожить» (англ. Search and Destroy) — боевик 1979 года, снятый канадским режиссёром Уильямом Фруэтом. В главных ролях снялись Перри Кинг, Дон Страуд, Тиза Фэрроу и Джордж Кеннеди.

## Сюжет
Двое бывших членов элитного отряда, воевавшего десять лет назад во Вьетнаме, убиты. Командир отряда Кип Мур (Перри Кинг), вместе со своим другом и бывшим сослуживцем Бадди Грантом (Доном Страудом) пытаются найти убийцу. Во время круиза к Ниагарскому водопаду на них нападает убийца Тони Шир (Джонг Су Парк), который мстит бойцам за то, что во время перестрелки в джунглях, Мур бросил его одного в окружении врага за проявленную трусость. Тяжело ранив Гранта, Шир сбегает. Теперь Мур остаётся один на один с убийцей, не собирающимся останавливаться ни перед чем.

## Актёры
| Актёр          | Роль              |
| -------------- | ----------------- |
| Перри Кинг     | Кип Мур           |
| Дон Страуд     | Бадди Грант       |
| Тиза Фэрроу    | Кейт Барчел       |
| Джордж Кеннеди | Энтони Фуска      |
| Тони Шир       | Фрэнк Мэлоун      |
| Фил Эйкин      | Рози Вашингтон    |
| Рамми Бишоп    | Эрни Кэппел       |
| Дэниел Баккос  | Синклер           |
| Роб Гаррисон   | Ар Джей           |
| Джон Керр      | Макферсон         |
| Геза Ковач     | Фонтейн           |
| Билл Старр     | Флойд Джентри     |
| Кирк Маколл    | Кейтелла          |
| Джонг Су Парк  | Тони Шир (убийца) |

## Интересные факты
- Название фильма обозначает наступательную стратегию, применявшуюся американской армией во Вьетнамской войне. Она заключалась в том, что американский отряд должен был, направившись в контролируемый противником район, обнаружить местонахождение крупных вражеских сил. После первого огневого контакта перебрасывались дополнительные подразделения, блокировавшие возможные пути отступления противника, в то время как обнаруженные силы уничтожались с применением авиации и артиллерии.

- Съёмки фильма проходили с 30 мая по 4 июля 1978 года на Ниагарском водопаде и в Торонто, провинция Онтарио.[1]